# おどろき戦隊 モモノキファイブ
『おどろき戦隊 モモノキファイブ』（おどろきせんたい モモノキファイブ）は、ラジオ関西のアニたまどっとコム内で2009年4月9日から2017年9月28日まで放送されたラジオ番組である。

## 概要
パーソナリティの中村繪里子（モモノキピンク）と日笠陽子（モモノキイエロー）が、「おどろき戦隊」の隊員として様々な活動をしていく、という体裁をとったバラエティトーク番組。ちなみに中村は地上波放送のパーソナリティが、日笠はラジオパーソナリティそのものが初挑戦である。キャッチフレーズは「驚きを忘れた人々に感動を与えるエモーショナルなラジオ番組」。略称は「モモノキ」。

## ネット局
放送時間の早い順から記載。
| 放送対象地域   | 放送局            | 放送時間                         | 放送期間                      | 備考   |
| -------------- | ----------------- | -------------------------------- | ----------------------------- | ------ |
| 兵庫県         | ラジオ関西（CRK） | 毎週金曜 0:00 - 1:00（木曜深夜） | 2009年4月9日 - 2017年9月28日  | 制作局 |
| 島根県・鳥取県 | 山陰放送（BSS）   | 毎週土曜 22:00 - 23:00           | 2016年4月2日 - 2017年9月30日  | [ 2 ]  |
| 茨城県         | 茨城放送（IBS）   | 毎週土曜 22:30 - 23:30           | 2015年4月4日 - 2017年9月30日  |        |
| 栃木県         | 栃木放送（CRT）   | 毎週土曜 23:00 - 24:00           | 2015年10月3日 - 2017年9月30日 |        |
| 石川県         | 北陸放送（MRO）   | 毎週月曜 0:00 - 1:00（日曜深夜） | 2012年4月8日 - 2017年10月2日  |        |
| 日本全域       | 別冊ラジ関        | 毎週月曜 更新                    | 2009年4月13日 - 2017年10月2日 |        |

## 出演
- パーソナリティ（隊員）
  - 中村繪里子（モモノキピンク）
  - 日笠陽子（モモノキイエロー）
- その他の出演
  - 林真一郎（第1話〜第247話のOP・ED・おどろきの豚まんCMナレーション、ダークボンバー/ラジオ関西アナウンサー）
  - 利根健太朗（第248話〜 OP・EDナレーション）
  - 植木雄一郎（ジャコマツわにお前司令官/第1話〜第45話までのプロデューサー）
  - 佐藤淳（ドトール司令官/第46話以降のプロデューサー）
  - 藤林弘之（隊長/ディレクター）
  - Charly（副隊長/構成作家）

## コーナー

### レギュラーコーナー
ふつおた
ふつうのおたよりのコーナー。
モモノキ通信〜どーでもニュース
世間にあふれる、あまり日の目を見ないニュース『どーでもいいニュース』を取り上げ、脚光を浴びせるコーナー。
毎回、ピンクとイエローが各々1つずつ、計2つのニュースを紹介する。
第31話でプチリニューアルし、ピンクとイエローが週替わりでキャスターとなりニュースを紹介する方式に変わる。
第90話以降は不定期になり、第107回以降は隔週で行われている。
みんなの希望 人生相談バトル
第81話からの新コーナー。隊員からのお悩みにピンクとイエローが真剣に挑むコーナー。
コーナーの最後には、お悩みを具現化した怪物とモモノキルーレットで選ばれた方が戦う。
第101話よりルーレットの選択肢に2人が同時（ゲストによって人数が変動する場合がある）に出動するモモノキファイブスクランブルが加わる。
第187話からは人生相談バトル2にリニューアルし、隊員からのお悩みにある2つの選択肢をピンクとイエローで担当して議論後に怪物と戦う方式に変わる。
怪物はモモノキセンサーが不適切な回答と判断した方を優先的に攻撃する。
どーでもニュースとの兼ね合いで第106回以降は隔週で行われている。
スペシャルミッション
様々なミッションを通じて、いろんな驚きを伝えていくコーナー。
本番組のメインコーナーということになっているが、しばしば省略される。
モモノキ日誌
ピンクとイエローが週替わりで感想を日誌という形式で語るミニコーナー。
モモノキワンダークレジット（第263話 - ）
OP・EDで提供クレジット風の一言（事実のみ）を週替わりでプロのナレーターが読むミニコーナー。

### 番組特別企画として実施されたコーナー
モモノキ通信〜恋バナニュース
第33話、中村のお誕生日スペシャルとして、モモノキ通信〜どーでもニュースに代わり特別編が放送された。
二人の恋バナを引き出すような空白入りのニュース原稿が用意され、空白部分を即興で埋めながら読み、その後、ニュースに因んだトークをしていった。
プレゼント争奪!接待枕投げ
お泊り会の大定番である枕投げを、接待気分でやってみようじゃないかというコーナー。
第33話、中村のお誕生日スペシャルとして、スペシャルミッションの代わりに実施された。
5回に渡る枕投げを行い、各回の勝者が中村宛のお誕生日プレゼントを1つずつ貰っていった。
ドキドキさせてよ!バレンタインゲーム
第45話、バレンタインシーズンなのにドキドキしていない二人が、番組が用意したドキドキゲームで無理やりドキドキした気持ちになるコーナー。
モモノキイエローの世界旅行
第67話、第57・66話の日笠の発言から日笠のお誕生日スペシャルとして、レギュラーコーナーをお休みして放送された。
中国では万里の長城に見立てたお祝いメールを読み、インドではイエローの特技としてカレーうどんをホースで食べさせられ、エジプトでは砂の中からプレゼントの入った宝箱の鍵を探し、フランスではマネキンが作ったフランスファイブの顔を模したケーキを食べ、アメリカのシカゴではギャングの弾を5回かわし、キューバでは第66話モモノキ日誌の「ルンバか羽根無し扇風機が欲しい」という発言を曲解され、ルンバを踊らされた。
モモノキピンクの箱根駅伝
第85話、第71話どーでもニュースの中村の発言から中村のお誕生日スペシャルとして、レギュラーコーナーをお休みして放送された。
鶴見中継所では鶴のポーズをしながらメールを読まされ、戸塚中継所では「花の2区」にちなんでハナマサの肉を使ったケーキを30秒で食べさせられ、第3区の途中ではドトミツさんに泣ける話を語り、小田原中継所ではおでんを日笠の手によって食べさせられ、箱根の足柄山ではクマのブーツカバーを付けた中村に金太郎（日笠）が跨ったりした為、日笠に東京農業大学名物の大根踊りを踊らせて反撃した。
Welcome Momonoki Resort ラジカンモモノキランド開園
第119話、第113話の日笠の発言から日笠のお誕生日スペシャルとして、レギュラーコーナーをお休みして放送された。
主にエリックマ（中村）の案内で、モモノキクルーズでは危険を避けながら流れてくるメールを読みながら最後にはジャングルの守り神ラジカン事務員さんと腕相撲で対決し、○○マウンテンでは中身を当てる『箱の中身は何じゃろなマウンテン』、ストローでティシュを吸い上げてダイソンの吸引力を再現する『ダイソンマウンテン』、制汗スプレーのシャワーがかかる『スカッと制汗マウンテン』の3つを体験し、キャラメルポップコーンと海ぶどうと辛子明太子とコーベアーのクッキーを使った誕生日ケーキを食べさせられ、スタッフが一芸を披露するモモノキトリカルパレードを行った。
モモノキピンク 世界一素敵な30歳計画
第120話の中村のお誕生日スペシャルとして、レギュラーコーナーをお休みして放送された。
日笠が今年30歳を迎えた芸能人4人の物真似（安ようこ、日島よしお、うひ山信二、ヨゥーリオ）をしながら祝った。
HappyWedding 私をモモノキスノーランドに連れてって
第155話どーでもニュースでの日笠の発言から第171話の日笠のお誕生日スペシャルとして、レギュラーコーナーをお休みして放送された。
モモノキピンクがいない誕生日
第189回の中村のお誕生日スペシャルとして、中村がスタジオに居ない=日笠と間島には見えていない設定で放送された。

### ピンクとイエローが悪乗りして作成したコーナー
日笠さんがウザいです
「あなたの身の回りの日笠さんのウザさ」を送ってもらうコーナー。第17話にて消滅したはずだったが、第32話にて復活した。
モモノキ通信〜日笠ニュース
第29話にてフリートークが盛り上がり過ぎてしまい、モモノキ通信〜どーでもニュースで取り上げる『どーでもいいニュース』がイエロー担当分のみになったため、コーナー終了時に日笠がこう呼んだ。
中村繪里子さんがウザいです
第31話のスペシャルミッションの結果、日笠が立ち上げたコーナー。第32話にて「モモノキイエローてへぺろ(・ωく)」さん（本名日笠陽子さん）から送られてきた。なお、一般隊員からは15通送られてきたが、内容は全て「中村さんが可愛すぎてウザいです」といった内容だった。

### 隊員が勝手に作成したコーナー
あっとビックリおみやげコーナー
ピンク曰く「貢ぎ物コーナー」。木村飲料のニンジンサイダーとトマトサイダーが贈られた。第10話のみで終了。
日笠さんがヤバイですコーナー
イエロー曰く「そんなんねーし!そんなんねーよ!勝手に作んな!」。中村繪里子が下田麻美の超ラジ!Girlsに2度目のゲストとして出演した際、日笠陽子の持ちギャグ「てへぺろ(・ωく)」を下田麻美に勝手に譲渡したことについて、「芸人にとって持ちギャグは命よりも大事なもの」と報告した際に使用された。第23話のみで終了。
てへぺろ係
実在の漫画家である隊員ふわのつぼみが第24話にて勝手に作った係。
えり姉さんはかわいいです係
第26話でのおたより宛先伝達時に、色んな係が出来上がっている事例として紹介された。
カップルがウザいですコーナー

### 終了したコーナー
発掘!ローカルヒーロー〜ヒーロー見つケーロー（第1話 - 第78話）
全国で活躍する、地域の盛り上げ役「ローカルヒーロー」の先輩をピックアップし、ヒーローの心得を学んでいくコーナー。毎回、コーナー終わりにピンクとイエローが即興で応援歌を歌う。
第31話でプチリニューアルし、ピンクとイエローが週替わりでヒーローを紹介する方式に変わった。
発掘!ローカルヒーロー〜ヒーロー見つケーロー AfterStory（第79話）
第79話はヒーロー見つけーローに代わる新コーナーが決まっておらずフリータイムになった為、日笠が高城元気の誕生日企画に参加した話で空いた時間を埋めた。
モモノキファイブ川柳（第110話 - 第160話）
第109話の普通のお便りから出来たコーナー。第110話からスタート。いろはにほへと・・・の順番に、毎週1単語を募集する。1回の放送につき2回読まれ、「モモノキかるたジングル」として前半のジングル前に1つ、後半ジングル前に1つ発表。
あたりまえジングル（第164話 - 第195話）
毎週モモノキファイブの当たり前を紹介する。元ネタはCOWCOWの「あたりまえ体操」。
モモノキこんにゃく英会話（第197話 - 第260話）
毎週モモノキファイブから生まれた名言とその英訳を紹介する。

## サブタイトル
この番組では、戦隊ヒーロー物に倣い、毎話サブタイトルが付いている。

## 先輩ヒーロー
第1話〜第78話のヒーロー見つケーローでとり上げられたローカルヒーローは以下の通り。括弧内は応援歌タイトル（またはコーナー省略理由）。

## スペシャルミッション
この番組のメインコーナーで、司令官から出されるミッションをこなすコーナー。コーナー省略回は括弧内にその理由を記す。

## ゲスト
- 第10話（2009年6月11日）：下田麻美（おやっさん）
- 第28話（2009年10月15日）：林真一郎（生OP・EDナレーション、ダークボンバー）
- 第39話（2009年12月31日）林真一郎※電話による参加（2010年用OPナレーションその1・その2、ダークボンバー）
- 第65話（2010年7月1日）：長谷川明子（マスコット[24]）
- 第80話（2010年10月14日）：林真一郎（試験官、生EDナレーション、ダークボンバー）
- 第92話（2011年1月6日）：折戸マリ（オペレーター）、利根健太朗（葉加瀬健太朗）
- 第105話（2011年4月7日）：林真一郎※スペシャルミッションに使われた極秘任務（ひみつ図鑑5に収録）関連の音声のみ
- 第106話（2011年4月14日）：長谷川明子（マスコット）
- 第126話（2011年9月1日）：モモノキグリーン※スペシャルミッションに登場。
- 第127話（2011年9月8日）：林真一郎（デビルボンバー（ダークボンバーの兄））、モモノキグリーン
- 第136話（2011年11月10日）：鹿野優以（集まれ!昌鹿野編集部DJCD vol.4宣伝のため。OP以外全コーナーに出演。敵役）
- 第154話（2012年3月15日）：林真一郎（ダークボンバー）、小野坂昌也（ダークキング、声のみ出演）、鹿野優以（ダークレディー、モモノキホワイト）
- 第171話（2012年7月12日）：井上麻里奈（イエロー誕生日企画の新婦（イエロー）友人代表）
- 第177話（2012年8月23日）：林真一郎（ダークボンバー、スペシャルミッションに登場。音声のみ）
- 第189話（2012年11月15日）：間島淳司（ピンク誕生日企画ゲスト）
- 第224話（2013年7月18日）：山本希望（イエロー誕生日企画でモモノキ初期の再現をするため、イエロー役として呼ばれた）
- 第276話（2014年7月17日）：石川英郎（イエロー誕生日企画ゲスト）
- 第293話（2014年11月13日）：岩田光央（ピンク誕生日企画ゲスト）
- 第328話（2015年7月16日）：日髙のり子（イエロー誕生日企画ゲスト）
- 第346話（2015年11月19日）：野中藍（ピンク誕生日企画ゲスト）
- 第381話（2016年7月21日）：阿澄佳奈（イエロー誕生日企画ゲスト）
- 第399回（2016年11月24日）：巽悠衣子（ピンク誕生日企画ゲスト）
- 第433回（2017年7月20日）：山口めろん（イエロー誕生日企画ゲスト）

## 隊員証
第4話で番組ノベルティとして隊員証を発行することがリスナーより提案され、第5話から毎週抽選で1名に隊員証が発行されることになった。「隊員証希望」と書かないと抽選の対象にはならない。ちなみに隊員番号3番がピンクで5番がイエローである。
- 第16話（2009年7月23日）では特別に文の日で2名が当選した[55]。
- 第40話（2010年1月7日）では多数の年賀状が届いたことから、ハガキのみからの抽選となった[56]。

## イベント・リスナー参加企画

### 公開録音「おどろき戦隊モモノキファイブ in ラジオ関西まつり」
ラジオ関西まつり 〜ハーバーボンバー2009〜（2009年10月11日）にて開催され、第28話（2009年10月15日）にて放送された。以下の特別企画が行われた。
公開録音特別企画 おどろき戦隊モモノキファイブ・ヒーローデータ紹介
通常コーナー「発掘!ローカルヒーロー〜ヒーロー見つケーロー」として行われた企画。「ラジオの限界を超えてしまった瞬間ベスト3」と題して、ラジオでは伝わらないスペシャルミッションを再現した。
第三位「くもり硝子に絵を描いた瞬間」（2009年9月10日放送・第23話）
第二位「エヴァンゲリオンイエローが暴走した瞬間」（2009年9月24日放送・第25話）
第一位「カレーうどんをこれまでにない斬新な方法で食べた瞬間」（2009年4月30日放送・第4話）
ヒーローショー
林真一郎扮するダークボンバーとの対決。詳細は番組専門用語内ダークボンバーを参照。
秘蔵!ラミカ争奪・だるまさんが転んだ大会
第7話（2009年5月21日）で採り上げられたどうでもニュース「だるまさんが転んだ大会100人が参加」にて、隊員の皆とやってみたいと発言したことから実現した企画。
だるまさん大会の覇者となった者一人に、サイン入りラミカが2枚セット（クロレキーシと日笠によるエヴァの物真似）でプレゼントされた。
じゃんけんによる予選により参加者を10名に絞る予定が、予選2回戦で日笠が仕掛けた罠により4名のみの参加となり、更に「パッと向いた時に目に入った人」、「チェックの人ダメ」、「風船が動いた」という理由で落伍者が決められていった。

### クリスマスパーティー
第38話（2009年12月24日）にて放送された企画。以下の内容が実施された。
クリスマスプレゼント交換会
3,000円以内で二人にプレゼントしたい物のアイデアだけ（プレゼントそのものは送付禁止）を募集し、5つプレゼント案が厳選され、その内の2名に日笠、中村からのプレゼントが当選した。
採用された隊員からのプレゼント案は「腹巻」、「走って動くティッシュボックスケース」、「どこでもドラえもん日本旅行ゲーム3」、「イエロー主演の面白い動画を撮影し、それをDVDに焼いてプレゼント」、「おはようおかえり（植田佳奈著）」。
日笠からのプレゼントはユニクロヒートテック、中村からのプレゼントは落書き入りお手製オリジナルカレンダー（1月始まり）。
テレフォンドラマでホーリーナーイ
「理想の男性」を電話で再現できる人を募集し、テレフォンドラマとして再現した。
日笠
爽やかなんだけど、なんかどこかちょっと似非っぽい、ちょっとヘタレっぽいような、だめんず。日笠のことをYou!と呼ぶ。
中村
この日に仕事している人。お仕事の後に待ち合わせがしたい。20時ぐらいにイルミネーションが一杯キラッキラしているツリーの所で待ち合わせ。中村が先に来て待っているが、人が多く彼はなかなか見つけられず、この日に限って中村は携帯を忘れている。12時ちょっと前になってもお互い見つけられず、諦めて駅に向かう途中にあるもう1つのイルミネーションのついた大きな木の下で、マフラーを巻き木にもたれ掛かってダッフルコートのポケットに手を入れて待っている。実は中村が待ち合わせ場所を間違えていたのだが、「きっとそんなことだろうと思ったけど、待ってれば君は来てくれると思ったよ」と言い、更に「寒かったでしょ」と言って、巻いていたマフラーをさっと巻いてくれる。以上、プロローグ。
クリスマスソング
中村と日笠がハンドベルでM's「Happyの条件」を演奏し、リスナーがラジオの前で一緒に歌った。

### 50回特別企画! 隊員の質問に10秒で答えろ
第50話（2010年3月18日）のスペシャルミッションとして実施された企画。過去に送られてきた隊員からの質問について、電話にて直接回答した。しかし、回答時間は10秒のみであり、実際には一方的に語りかけるのみとなっていた。また、この回の隊員証当選者も内容が質問であったため、直接電話で回答した。

### ひみつ集会
第51話（2010年3月25日）放送にて実施が発表され、2010年4月18日（日）14時より関西地方にて実施されたイベント。以下の応募方法に従い、メール・葉書から50名、メロンブックス大阪日本橋店枠から10名の合計60名のみが招待された。
メール・葉書枠
宛先は通常と同じ。「秘密集会参加希望」と明記すること。必須事項は名前・住所・年齢・性別・メールアドレス・電話番号・隊員としての意気込み。2010年4月2日（金）必着。
メロンブックス大阪日本橋店枠
メロンブックス大阪日本橋店にて1,000円以上購入の上、店員の前で合言葉「メロンブックスファイトだピョン」を振り付きで言う。振りはうさぎの耳を「ファイト」の部分で右側を、「ピョン」の部分で左側を真似る。
第55話（2010年4月22日）放送のスペシャルミッションにてイベントの概略が再現され、テーマソングのタイトル（ファイナルエモーション）や歌詞が披露されたことが明らかになった。

### 公開録音その2「おどろき戦隊モモノキファイブ in ラジオ関西まつり」
ラジオ関西まつり 〜ハーバーボンバー2010〜（2010年10月10日）にて開催され、第80話（2010年10月14日）にて放送された。以下の特別企画が行われた。
真実に迫れ!モモノキファイブ ラジオじゃ伝わらない瞬間ランキング2010
去年の公録から今までのラジオでは伝わらないスペシャルミッションを再現した。
第三位「世界サッカー選手権」（2010年6月10日放送・第62話）
第二位「流しそうめん」（2010年7月22日放送・第68話）
第一位「ルンバ」（2010年7月15日放送・第67話）
モモノキファイブ特殊工作部隊試験
特殊工作部隊の試験官として林真一郎が進行した。
1. 箱の中身は何じゃろなチャレンジ
2. 女の子萌え萌えチャレンジ
3. ダジャレ試験

ヒーローショー
冒頭の暗黒武闘団、150mに巨大化したダークボンバーとの対決。詳細は番組専門用語内ダークボンバーを参照。

#### CRKミュージックアワーめざせ!サンキング 貪欲祭りスペシャル
ラジオ関西で日曜日に放送されているランキング番組「CRKミュージックアワー めざせ!サンキング」に公開録音終了後の同日12時過ぎから約15分間ゲスト出演した。中村が番組内ではラジオ関西まつりを勝手に貪欲祭りと呼んでいる事を話すと、パーソナリティの藤沢俊一郎がこの時間帯のみ「めざせ!サンキング貪欲祭りスペシャル」にタイトルを変更した。
モモノキと言えばランキング ベスト3
第三位「ファッションチェック」
第二位「持ちギャグが流行語に」
第一位「ラジオじゃ伝わらない」

### テレフォンドラマでクリスマス
第90話（2010年12月23日）にて放送された企画。
テレフォンドラマでクリスマス
「理想の男性」を電話で再現できる人を募集し、第90話で最終オーディションを行った後にテレフォンドラマとして再現した。
日笠
モンハン3の予約引換券を白馬に乗った彼氏が届けてくれる。
中村
クリスマスに初めて彼氏の家に行く事になり、暖炉のある部屋でチキンを2人でガフガフ食べる。既に家族ぐるみの付き合いをしている為、中村の子供達（ぬいぐるみ）とサンタさんごっこをして遊ぶ。

### 100回記念 隊員の質問に10秒で答えろリターンズ
第100話（2011年3月3日）のスペシャルミッションとして実施された企画。以前と同じく回答時間は10秒のみだが、赤坂支部の電話が故障しており、代わりの電話に青竹踏み、マッサージ器、糸電話、エレキテルオ君を使って動力を伝えながら通話した。

### おどろき戦隊モモノキファイブ公開大集会 in 心斎橋BIG STEP
第122話（2011年8月4日）放送にて実施が発表され、2011年9月4日（日）15時より大阪の心斎橋・BIG STEPにて実施されるイベント。以下の応募方法に従い、メール・葉書からシルバーシート169席、メロンブックス大阪日本橋店、らしんばん大阪店枠からゴールデンシート11席の合計180席の優先席が用意された。第127話（2011年9月8日）にてその模様が放送され、以下の特別企画が行われた。
メール・葉書枠
宛先は通常と同じ。「公開大集会参加希望」と明記すること。必須事項は名前・住所・年齢・性別・メールアドレス・電話番号・番組へのメッセージ。葉書は2011年8月22日（月）必着分、メールは2011年8月24日（水）午前10時応募分まで。
メロンブックス大阪日本橋店、らしんばん大阪店枠
メロンブックス大阪日本橋店、らしんばん大阪店のどちらかの店舗で、店員に合言葉「メロンブックス（らしんばん）さん、ゴールデンシートよろしく〜ねっ!」を振り付きで言う。
おどろきの真実!モモノキファイブ ラジオじゃ伝わらない瞬間ランキング2011
貪欲祭りから今までのラジオでは伝わらないスペシャルミッションを再現した。
第三位「モモノキJAPAN」（2011年6月23日放送・第116話）
第二位「佐藤琢磨 誕生日」（2011年1月27日放送・第95話）
第一位「パンダが来たぞー!」（2011年3月10日放送・第101話）
ヒーローショー
偽イエロー&ピンク、デビルボンバーとの対決。詳細は番組専門用語内デビルボンバーを参照。

### テレフォンドラマ2011
第142話（2011年12月22日）にて放送された企画。
「理想の男性」を電話で再現できる人を募集し、2人が引いた追加シチュエーションを加えたテレフォンドラマとして再現した。
日笠
モンハン3Gとニンテンドー3DSを白馬に乗った彼氏が届けてくれた後、ビックカメラに行って両開きの冷蔵庫を買う。+巨乳+実家に帰るグリーンが夜行バスに並んでいる
中村
パソコンとシュレッダーを貰い、クリスマスなのにアルバイトでケーキを売るがなかなか売れず、最後は桜の木の下に行きたい。+産まれそう+いいムードなのに日笠の膀胱が破裂しそう

### おどろき戦隊モモノキファイブ 公開録音 『モモノキフェスティバル2012』
2012年3月11日にポートピアホールにて開催、3月15日に放送された。公開録音恒例の寸劇にはシークレットゲストとして同日に公開録音が開催された『集まれ昌鹿野編集部』（こちらにもモモノキの2人がシークレットゲスト出演）から鹿野優以と小野坂昌也（声のみ）が出演した。なお、参加には開催前にアニたまショップで販売されているミニDJCDに同梱の参加整理券が必要であった。

### おどろき戦隊モモノキファイブ　令和大集会
番組終了後の2020年2月1日に開催された。「みんなの希望！帰ってきた人生相談ゲーム」のほか林真一郎アナ演じるダークボンバーやモモノキグリーンを交えた「定番の茶番劇」が演じられた。

## 番組コラボレーション

### 萌え萌え戦隊デジスタファイブ
文化放送 超!A&G+ 『A&G REQUEST デジスタ』第47話TERM-2にて実施された企画。
企画自体は2009年12月30日に横浜アリーナで開催された『けいおん! ライブイベント 〜レッツゴー!〜』にまでさかのぼる。『デジスタ』で日笠とともにパーソナリティを務めている大亀あすかと中村が出会った際、同番組のプロデューサーであるサテツに中村が出たいと申し出たことから始まった。オファー自体は文化放送からであり、そこにモモノキの隊長・副隊長が乗り込む形になった。サテツによるモモノキOP・EDの再現や、司令官・隊長・副隊長によるフラワースタンドが送られるなど、お金と権力を持った大人たちによって全力ふざけが行われた。

### 浜松町潜入大作戦の打ち上げをしよう
浜松町潜入大作戦（「萌え萌え戦隊デジスタファイブ」のモモノキ内での呼称）を受け、第48話のスペシャルミッションとして実施された企画。『デジスタ』内の企画「デジスタクエスチョンセブン」を真似、「モモノキクエスチョンセブン」が実施された。

## 関連商品

### ラジオCD
- おどろき戦隊モモノキファイブ〜ひみつ図鑑1〜（2009年8月のコミックマーケット76にて先行発売、2009年9月3日よりアニたまSHOPで取り扱い開始）CRKA-0038/39
  - 新録のDisc1（ヒーロー見つケーロー「おどろき戦隊モモノキファイブ」、スペシャルミッションinダイバーアイランド「宝の地図の謎を解いてお宝をゲットせよ」、モモノキヒーローシアター第1話「復活、トーキョーベース」）と、バックナンバーのDisc2（第1クール・第1話〜第13話のmp3データ）の2枚組。
- おどろき戦隊モモノキファイブ〜ひみつ図鑑2〜（2009年12月のコミックマーケット77にて先行発売[69]、2010年1月22日よりアニたまSHOPで取り扱い開始）CRKA-0040/41
  - 新録のDisc1（モモノキピンクの「アルバイト?了解!」、スペシャルミッション「てへぺろを街往く人に披露して認知度を上げろ」、モモノキヒーローシアター第2話「師走を走れ!モモノキファイブ」）と、バックナンバーのDisc2（第2クール・第14話〜第26話のmp3データ）の2枚組。
- おどろき戦隊モモノキファイブ〜ひみつ図鑑3〜（2010年10月のラジオ関西まつり2010にて先行発売、2010年10月14日よりアニたまSHOPで取り扱い開始）CRKA-0051/52
  - 新録のDisc1（「夏の終わりの…」、スペシャルミッション「クイズ モモノキエクスプレス[70]」、モモノキヒーローシアター第3話「潜入せよ!浜松町!」）と、バックナンバーのDisc2（第3クール・第27話〜第39話のmp3データ）の2枚組。
- おどろき戦隊モモノキファイブ〜ひみつ図鑑4〜（2011年8月のコミックマーケット80にて先行発売、2011年9月1日よりアニたまSHOPで取り扱い予定）CRKA-0061/62
  - 羽田・那覇・福岡の旅が入った新録のDisc1と、バックナンバーのDisc2（第4クール・第40話〜第52話のmp3データ）の2枚組。モモノキおもいで写真館としてジャケットが1枚追加されている。
- 〜ひみつ図鑑4〜「メロンブックス・らしんばん限定盤」（2011年8月のコミックマーケット80にて先行発売、2011年9月1日よりメロンブックス・らしんばん各店で販売）CRKA-0062/63
  - 限定400枚で、この限定盤でしか聞けないボーナストラック「旅・おぼえていますか」入り。
- おどろき戦隊モモノキファイブ〜ひみつ図鑑5〜（2011年10月のラジオ関西まつり2011にて先行発売、2011年11月3日よりアニたまSHOPで取り扱い開始）CRKA-0067/68
  - 新千歳・神戸[71]の旅が入った新録のDisc1と、バックナンバーのDisc2（第5クール・第53話〜第65話のmp3データ）の2枚組。モモノキおもいで写真館として4ページのブックレットを追加している。
- 〜ひみつ図鑑5〜「メロンブックス・らしんばん限定盤」（2011年11月3日よりメロンブックス・らしんばん各店で販売予定）CRKA-0068/69
  - この限定盤でしか聞けないボーナストラック「旅・おぼえていますか」入り。
- アニたまフェスティバル スペシャルトークCD モモノキ篇
  - ピンクとイエローが質問に答えるトークを収録。モモノキフェスティバルの招待券付きと招待券無しの2種類。
- おどろき戦隊モモノキファイブ〜ひみつ図鑑6〜（2012年3月のアニたまフェスティバル2012にて先行発売、2012年4月よりアニたまSHOPで取り扱い開始）CRKA-0080/81
  - 新録のDisc1（スペシャルミッション「モモノキジムで体力づくりをせよ」、モモノキヒーローシアター第4話「魔界都市・決戦前夜」）と、バックナンバーのDisc2（第6クール・第66話〜第78話のmp3データ）の2枚組。
- おどろき戦隊モモノキファイブ〜ひみつ図鑑7〜（2012年8月のコミックマーケット82にて先行発売、2012年8月よりアニたまSHOPで取り扱い開始）CRKA-0089/90[72]
  - 新録のDisc1（スペシャルミッション「東京タワーに隠されたおどろきの財宝を探せ」、モモノキヒーローシアター第5話「魔界都市・決着…そして…」）と、バックナンバーのDisc2（第7クール・第79話〜第91話のmp3データ）の2枚組。
- おどろき戦隊モモノキファイブ〜ひみつ図鑑8〜（2013年3月のアニメ コンテンツ エキスポ2013にて先行発売、2013年4月よりアニたまSHOPで取り扱い開始）
  - 新録のDisc1（スペシャルミッション「召しませ!モモノキクッキング!調理編!」、モモノキヒーローシアター第6話「白き観察者」）と、バックナンバーのDisc2（第8クール・第92話〜第104話のmp3データ）の2枚組。

### その他
- アニたま袋2（2009年8月のコミックマーケット76にて先行発売、公開録音「おどろき戦隊モモノキファイブ in ラジオ関西まつり」の会場でも販売され、現在はアニたま袋1との抱き合わせでアニたまショップ[リンク切れ]でも販売中。アニたまどっとコム関連の商品が多数と、モモノキの二人も出演する特典DVD「小野坂シェフのきまぐれクッキング」が入っている）
- 真夏のリレートークCD（非売品、2009年8月のコミックマーケット76「アニたまSHOP/ラジオ関西」ブースおよび公開録音「おどろき戦隊モモノキファイブ in ラジオ関西まつり」にて3,000円以上の商品購入者[73]に先着プレゼント）
- おどろきの豚まん（コミックマーケット79にて1000箱を先行発売、2011年1月21日よりアニたまSHOPで取り扱い開始）
  - ピンクの汗っかきまん、イエローのてへぺろ(・ωく)まん、ダークボンバーのボンバーまんの3個セット。モモノキシール1枚入り（レアシールを含む全6種類）
- モモノキジャンボタオル（アニたまフェスティバル2012で先行販売）
  - ピンク、イエロー、グリーン、ドトール司令、はみたん、ダークボンバーが描かれた、60×120cmのジャンボタオル。
- レプリカモモノキレシーバー（アニたまフェスティバル2012で先行販売）
  - ひみつ道具モモノキレシーバーのレプリカで、iPhoneケースとして使える。

## スポンサー
2009年12月3日（第35話）、123と数字が揃った縁起の良い日からスポンサーが付き、番組中でCMが流れるようになった。らしんばん（と第63話放送分よりメロンブックス）のCMでは、声も日笠と中村が担当している。2014年4月3日（第261話）からは約4年4ヶ月ぶりにノンスポンサー番組に戻った。
- あなたの『欲しい!』がきっとある!メロンブックス
- 萌えのコンビニ♪らしんばん
- 他各社